# Xysticus albolimbatus
Xysticus albolimbatus är en spindelart som beskrevs av Hu 200. Xysticus albolimbatus ingår i släktet Xysticus och familjen krabbspindlar. Inga underarter finns listade i Catalogue of Life.